# Raymond Terracher
Raymond Terracher, né le 25 mai 1942 à Roussines (Charente) et mort le 24 mars 2010 à Gleizé (Rhône), est un homme politique français socialiste, ingénieur de profession, qui exerce diverses responsabilités dans la région lyonnaise.

## Biographie
D'origine paysanne limousine, militant de l'UNEF pendant ses études à l'INSA de Lyon, il y créa la TTI (Troupe Théâtrale de l’INSA) pour laquelle il a écrit des pièces et fait des mises en scène.

### Vie professionnelle
Il est diplômé ingénieur (constructions civiles) en 1965. L'Association des anciens élèves de l'INSA l'embauche en 1969 comme adjoint au directeur du CAST (Centre d'Actualisation Scientifique et Technique, créé en 1962). Il succède en 1974 au premier directeur, Jean-Paul Paris, nommé en 1964.
Raymond Terracher prend également en main la mission de formation continue de l'INSA et doit assurer la convergence des deux organismes en affrontant crise économique et évolution réglementaire. INSACAST sera finalement fondé en 1989—et son activité sera reprise en 2009 par INSAVALOR.

### Vie politique
Il est élu conseiller municipal de Villeurbanne en 1983, dans le sillage de Charles Hernu. Il est maire de Villeurbanne après l'invalidation de l'élection de Gilbert Chabroux en 1997 ; Jean-Paul Bret est premier adjoint, mais Terracher est choisi pour succéder à Chabroux. En 1998, il démissionne, provoquant une élection partielle permettant à son prédécesseur de retrouver la mairie. En 2001, son parti lui préfère Bret, qui succède à Chabroux.
Impliqué à la culture, Raymond Terracher est adjoint sous les deux. Deux projets gardent son empreinte : le pôle de cinéma Studio 24, voulu par Roger Planchon, ainsi que la Fête du livre jeunesse de Villeurbanne, qu'il a créée en 1999.
« Malgré la maladie, Raymond défendait ses dernières semaines au Grand Lyon le projet de rénovation du Théâtre national populaire avec un courage hors pair », soulignera Gérard Collomb. La députée socialiste Pascale Crozon rappelle que « sous son aspect bonhomme, sympathique et chaleureux, Raymond était un esprit vif ».

## Formation
- Ingénieur de l'INSA de Lyon (CC65)[3].

## Mandats
- Conseiller municipal de Villeurbanne (1983-2010) ;
- Maire de Villeurbanne (1997-1998) ;
- Premier adjoint au maire de Villeurbanne (1999-2010) ;
- Conseiller communautaire du Grand Lyon ;
- Conseiller général du Rhône, canton de Villeurbanne-Centre (1992-2010).